# Marie Dehning
Marie Dehning (26 de mayo de 2003) es una deportista de Alemania que compite en atletismo. Ganó una medalla de bronce en el Campeonato Europeo de Atletismo Sub-20 de 2021, en la prueba de heptatlón.